# قائمة ملوك سومر

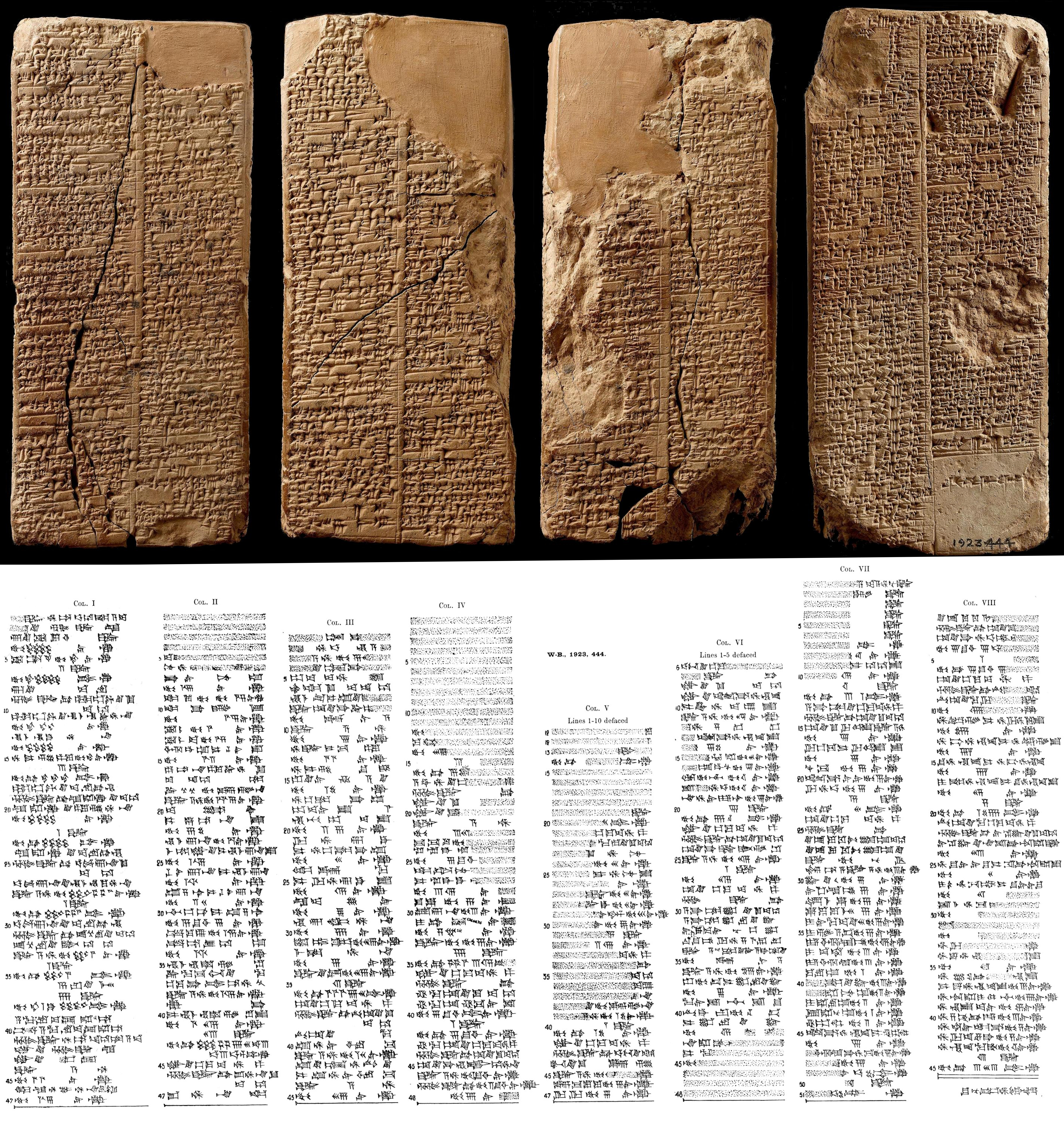
جداريات أثرية بأسماء ملوك سومر القدامى

قائمة ملوك سومر أو صحيفة الملك أو ثبت الملوك هي نقش قديم مكتوب باللغة السومرية، تضم القائمة أسماء الملوك الذين حكموا سومر (جنوب العراق الحالي) من السلالات السومرية والسلالات القريبة، ومدد مراكز حكمهم «الرسمية». وكان يُعتقد أن أوامر مراكز الحكم هذه تصدر بأوامر الآلهة، ويمكن نقلها من مدينة إلى أخرى، بما يتناسب مع الهيمنة المفروضة على المنطقة. طوال فترت العصر البرونزي، تطورت الوثيقة إلى أداة سياسية. النسخة النهائية والوحيدة، يرجع تاريخها إلى العصر البرونزي الأوسط، والتي تهدف إلى إضفاء الشرعية على مطالبات إيسن للهيمنة عندما كانت تتنافس مع لارسا وغيرها من دول المدينة جنوب بلاد ما بين النهرين.